# 大宮市
大宮市（おおみやし）は、埼玉県県央部に存在していた市。東京都特別区部への通勤率は26.7%、旧県庁所在地である浦和市への通勤率は5.5%（いずれも2000年国勢調査）。市制施行前は北足立郡に所属していた。
2001年に旧県庁所在地の浦和市及び与野市と合併し、新しい県庁所在地としてさいたま市が誕生し当市は廃止された。2003年、同市の政令指定都市移行・区制施行に伴い、おおむね旧市域にあたる部分に西区・北区・大宮区・見沼区の4区が設置された。中心市街地は巨大ターミナル駅である大宮駅周辺で現在でも首都圏有数の繁華街である。旧大宮市域を総称して「大宮地区」と言う。

## 歴史
古代に武蔵国一宮である氷川神社の鳥居前町として、また江戸時代以後は中山道の宿場町である大宮宿として発達した。大宮宿は当初、本村、北原、甚之丞新田、右衛門八分、新宿中町、新宿下町、吉敷新田の7村からなっていたが、後年は宮町、大門町、仲町、下町、吉敷町で構成された。江戸から近い割には大きな宿場であり、1843年（天保14年）時点で人口は1,508人で、県内の中山道の宿場町の中では本庄宿、熊谷宿、鴻巣宿、蕨宿、深谷宿に次ぐ規模であったが、脇本陣は9軒と一番多かった。紀州藩の鷹場本陣も置かれていた。
明治維新の1869年（明治2年）1月28日、廃藩置県によって大宮県が設置されたが、県庁は暫定的に東京府馬喰町四丁目に置かれた。8カ月後の同年9月には浦和県（その後埼玉県）に改称し、県庁は浦和へ置かれ現在に至っており、結局大宮に県庁が設置されることはなかった。1883年には日本鉄道第一期線（上野駅 - 熊谷駅、現・高崎線）が開業したが、浦和駅と上尾駅の間に大宮駅は設置されなかった。明治維新以後、街道の役割が低下し、周囲に田畑が広がるのみであった大宮宿の戸数は243戸まで落ち込んでいたことが原因であった。白井助七らが町の衰退を阻止するため駅の誘致を進め、第二期線（大宮駅 - 青森駅、現・東北本線）の分岐点に1885年、大宮駅が置かれた。のちに駅北側には国鉄大宮工場や大宮鉄道病院、南側には大宮操車場などが所在し、旧国鉄も全国12か所の鉄道の町の一つとして公認し、一転「鉄道の街」として労働者が集い人口が増加していった。その後さいたま市発足後の平成時代の2007年には、東京都千代田区に存在した交通博物館が移転し、現在の大宮区大成町に鉄道博物館が開業した。
1940年に県内5番目に市制施行。東京都心から30 ㎞圏内に位置し、郊外住宅地として戦後も隣接する浦和市同様、高度成長期の東京都市圏の拡大の中で大幅に人口が拡大し、宅地化が進んだ。また大宮駅は1982年には東北新幹線・上越新幹線が開業した他、1983年にはニューシャトル、1985年には埼京線の開業並びに川越線の電化が実現し、鉄道交通網が発達し、大宮駅は県内最大かつ首都圏有数の規模のターミナル駅へと発展した。大宮駅周辺は元々氷川神社がある東口が発展していたが、西口（特に桜木町など）の再開発も進み、新幹線開業の1982年に大宮駅西口DOMショッピングセンターが、1987年には大宮そごうが、1988年には大宮ソニックシティが開業した。埼玉県の県政、文化の中心都市となった浦和市に対して、大宮市は埼玉県の交通、商業の中心都市として発展した。特に商業においては新幹線開業以前から大宮駅東口の顔である百貨店の高島屋大宮店と県内2位の売上となっている大宮駅西口のそごう大宮店などを擁し、さいたま市発足前の時点で大宮市は県内第1位の商品販売額を誇っていた。
1990年代には40万人都市となり、1996年には大宮駅西口に大宮アルシェが開業した他、1999年からはプロサッカークラブ・大宮アルディージャ（現・RB大宮アルディージャ）の本拠地となっている。
2001年5月1日に南側に隣接する県庁所在地であった浦和市、浦和市と大宮市に挟まれる形で存在していた与野市と合併し「さいたま市」となって消滅した。
さいたま市発足後には旧市内の南部である現在の大宮区吉敷町（さいたま新都心付近）にコクーンシティが、北部では現在の北区宮原町にもステラタウンがそれぞれ2004年に開業した。そして2022年には大宮駅東口の再開発により、大宮区大門町に大宮門街が開業し、さいたま市民会館おおみや（旧・大宮市民会館）が移転した。

### 年表
市制以前の歴史については、前身の一つである「大宮町 (埼玉県)」も参照。
- 1591年（天正19年） - 浦和宿と上尾宿の間の馬継場であった場所に大宮宿が設けられる。
- 1869年（明治2年）
  - 1月28日 - 大宮県が設置されたが、県庁は東京府日本橋馬喰町に置かれる[2]。
  - 9月29日 - 県庁が浦和に設置され、浦和県に改称。
- 1871年（明治4年）11月14日 - 浦和県が忍県・岩槻県と合併し、埼玉県となる。
- 1883年（明治16年）7月28日 - 日本鉄道第一区線 上野駅 - 熊谷駅間が開業する。大宮に駅は設けられなかった。
- 1885年（明治18年）
  - 3月16日 - 日本鉄道浦和駅 - 上尾駅間に大宮駅が開業。
  - 7月16日 - 日本鉄道第二区線 大宮駅 - 栗橋駅間が開業。
- 1889年（明治22年）4月1日 - 町村制施行に伴い[2]、北足立郡大宮宿・土手宿村・上天沼村・下天沼村・高鼻村が新設合併し大宮町となる。
- 1898年（明治31年）7月15日 - 大宮商業銀行が設立。
- 1906年（明治39年）4月16日 - 川越電気鉄道が開業（1941年廃止）。
- 1909年（明治42年）10月12日 - 線路名称制定により、秋葉原駅 - 青森駅間が東北本線、大宮駅 - 高崎駅間が高崎線と命名される。
- 1913年（大正2年） - 電灯が使用可能になる[3]。
- 1914年（大正3年）6月-9月 - 町民らが川越電力に対し、電気料金値下げを要求するため同盟消灯を実施。値下げを実現させる[4]。
- 1929年（昭和4年）11月17日 - 総武鉄道（現在の東武野田線）粕壁駅 - 大宮駅（仮駅。現在地とは異なる）間が開業。同線に大宮駅・大宮公園駅・大和田駅・七里駅が開業。
- 1930年（昭和5年）4月12日 - 総武鉄道に北大宮駅が開業。
- 1932年（昭和7年）
  - 4月1日 - 木崎村大字北袋が大宮町に編入される[2]。
  - 9月1日 - 省線電車（京浜東北線）の赤羽駅 - 大宮駅間が延伸開業[2]。
- 1940年（昭和15年）
  - 7月22日 - 川越線が開業。同線に日進駅・指扇駅が開業。
  - 11月3日 - 大宮町・三橋村・日進村・宮原村・大砂土村が新設合併し、大宮市が発足[2]。県内では川越、熊谷、川口、浦和に次ぐ5番目の市制施行であった。
- 1945年（昭和20年）4月13日 - 太平洋戦争末期に小規模な空襲を受ける（宮町・大門町付近）[2]。
- 1948年（昭和23年）7月15日 - 高崎線に宮原駅が開業。
- 1955年（昭和30年）1月1日 - 指扇村・馬宮村・植水村・片柳村・七里村・春岡村を編入合併する。
- 1962年（昭和37年）5月1日 - 国道17号大宮バイパスが開通する[2]。
- 1964年（昭和39年）3月20日 - 東北線に東大宮駅が開業。
- 1965年（昭和40年）10月1日 - 埼玉県内の国鉄の駅としては初めて大宮駅に特急電車の停車が開始[2]。
- 1966年（昭和41年）9月29日 - 盆栽町に大宮市立漫画会館（現・さいたま市立漫画会館）が落成する[2]。
- 1969年（昭和44年）12月27日 - 大宮市内の国道17号新大宮バイパスが供用開始[2]。
- 1974年（昭和49年）
  - 9月1日 - 上尾市と大宮市との境界変更を実施、大字西宮下の一部を大宮市別所町へ編入し、大宮市の一部を上尾市側へ編入する[5][6]。これにより該当区域に居住する2世帯4人が大宮市へ移る。
  - この年 - 市役所で4週に1度の週休二日制度が始まる。県内の自治体として初[7]。
- 1980年（昭和55年）11月1日 - 1975年に市制施行35周年記念事業として計画された大宮市立博物館（現・さいたま市立博物館）が開業。
- 1981年（昭和56年）
  - 4月4日 - 大宮母娘殺害事件が発生。死刑判決事件として知られる。
  - 4月16日 - 国道16号東大宮バイパスが開通する。
- 1982年（昭和57年）
  - 6月23日 - 東北新幹線大宮駅 - 盛岡駅が開業。1985年の上野駅 - 大宮駅間開業まで、大宮駅は新幹線の暫定始発駅だった。
  - 11月15日 - 上越新幹線大宮駅 - 新潟駅間が開業。
  - 11月1日 - 上尾市と境界変更、上尾市大字平方領領家の一部が大宮市に編入される。
- 1983年（昭和58年）
  - 10月1日 - 東北線に土呂駅が開業。
  - 12月22日 - 埼玉新都市交通伊奈線（ニューシャトル）大宮駅 - 羽貫駅が開業。同線に大宮駅・大成駅（現･鉄道博物館駅）・加茂宮駅・東宮原駅・今羽駅・吉野原駅が開業。
- 1985年（昭和60年）9月30日 - 埼京線が開業。
- 1988年（昭和63年）1月30日 - 岩槻市と境界変更。
- 1990年（平成2年）3月10日 - 東北線 上野駅 - 黒磯駅間に「宇都宮線」の愛称が制定される。
- 1996年（平成8年）4月 - インターネットホームページを開設する[8]。
- 1997年（平成9年）
  - 4月1日 - 上尾市と境界変更。
  - 9月 - 贈収賄で市議2人が逮捕、関与した市議3人も12月の改選に不出馬。合併協議中の浦和市・与野市の関係者から激しく批判される。
- 1998年（平成10年）
  - 3月 - 当時浦和市にあったNTT関東サッカー部が、大宮アルディージャに改名。大宮市がホームタウンとなる。同年12月にプロクラブ化され、1999年のJリーグ加盟を果たす。
  - 9月 - 台風5号によって鴻沼川が氾濫し、大宮駅西口周辺が床上浸水。激甚災害に指定され、桜木調節池が整備されるきっかけとなった。
  - 10月12日 - 国道16号西大宮バイパスが開通する。
- 1999年（平成11年）3月 - 三菱マテリアル（旧三菱金属）中央研究所の原子炉跡地における放射性廃棄物による放射能汚染が発覚。
- 2000年（平成12年）
  - 4月1日 - 京浜東北線・宇都宮線にさいたま新都心駅が開業。
  - 4月17日 - 大宮市内に首都高速道路新都心西出入口が開設される。
  - 11月3日 - 市制施行60周年。
- 2001年（平成13年）5月1日 - 浦和市・大宮市・与野市が合併し、さいたま市が発足。旧大宮市役所はさいたま市大宮総合行政センターとなる。
- 2003年（平成15年）4月1日 - さいたま市が政令指定都市に移行。おおむね旧大宮市域にあたる区域に西区、北区、大宮区、見沼区が設置される。旧大宮市役所庁舎は初代大宮区役所庁舎となり、2019年（令和元年）5月7日に吉敷町一丁目に移転するまで利用された。
- 2014年（平成26年）4月1日 - おおむね旧大宮市域である西区、北区、大宮区、見沼区の推計人口の合計が50万人を超える（西区：85,995人、北区：142,436人、大宮区：111,883人、見沼区：159,799人で合計500,113人）。

## 人口
2018年時点で、おおむね旧市域にあたる4区の総人口は約51万人となっており、川口市（約60万人、旧鳩ヶ谷市分含む）、旧浦和市（約57万人）に次ぐ3番目を維持している。
住民基本台帳人口による合併後のおおむね旧大宮市域にあたる4区の人口変動。すべて4月1日現在（台帳法改正前の2012年以前は台帳人口+外国人登録人口の数値）。
| \| 2005年（平成17年） \| 473,952人 \| \| \| 2010年（平成22年） \| 490,318人 \| \| \| 2015年（平成27年） \| 506,745人 \| \| |           |  |
| |           |  |
| 2005年（平成17年） | 473,952人 |  |
| 2010年（平成22年） | 490,318人 |  |
| 2015年（平成27年） | 506,745人 |  |

なお、さいたま市発足後におけるおおむね旧大宮市域にあたる4区の国勢調査での人口は2005年（平成17年）では472,515人、2010年（平成22年）では487,332人、2015年（平成27年）では505,543人、2020年（令和2年）では524,655人であった。

## 行政

### 歴代市長
| 代 | 氏名       | 就任                        | 退任                        | 期・備考                                          | 出典   |
| -- | ---------- | --------------------------- | --------------------------- | ------------------------------------------------- | ------ |
| —  | 笠原眞作   | 1940年11月3日               | 1941年1月20日               | 市長職務管掌者 埼玉県地方課長として埼玉県より派遣 |        |
| 初 | 今井五六   | 1941年1月20日               | 1944年5月2日                | 1期                                               | [ 10 ] |
| 2  | 戸田由美   | 1944年5月30日               | 1945年3月17日               | 1期                                               | [ 10 ] |
| 3  | 加藤睦之介 | 1945年5月26日               | 1946年3月12日               | 1期                                               | [ 10 ] |
| 4  | 今井五六   | 1946年6月14日               | 1946年11月12日              | 1期（2期目）                                      | [ 10 ] |
| 5  | 津川辰政   | 1947年4月8日                | 1951年4月7日                | 1期・当代以降は公選制により選出                   | [ 10 ] |
| 6  | 津川辰政   | 1951年4月8日                | 1955年5月1日                | 2期                                               | [ 10 ] |
| 7  | 清水虎尾   | 1955年5月2日                | 1959年5月1日                | 1期                                               | [ 10 ] |
| 8  | 秦明友     | 1959年5月2日                | 1963年5月1日                | 1期                                               | [ 10 ] |
| 9  | 秦明友     | 1963年5月2日                | 1967年5月1日                | 2期                                               | [ 10 ] |
| 10 | 秦明友     | 1967年5月2日 1969年12月21日 | 1969年11月23日 1971年5月1日 | 3期                                               | [ 10 ] |
| 11 | 秦明友     | 1971年5月2日                | 1975年5月1日                | 4期                                               | [ 10 ] |
| 12 | 秦明友     | 1975年5月2日                | 1978年6月24日               | 5期                                               | [ 10 ] |
| 13 | 馬橋隆二   | 1978年8月6日                | 1982年8月5日                | 1期                                               |        |
| 14 | 馬橋隆二   | 1982年8月6日                | 1986年8月5日                | 2期                                               |        |
| 15 | 馬橋隆二   | 1986年8月6日                | 1990年8月5日                | 3期                                               |        |
| 16 | 新藤享弘   | 1990年8月6日                | 1994年8月5日                | 1期                                               |        |
| 17 | 新藤享弘   | 1994年8月6日                | 1998年8月5日                | 2期                                               |        |
| 18 | 新藤享弘   | 1998年8月6日                | 2001年4月30日               | 3期、合併によるさいたま市の設置に伴い失職         |        |

### 歴代助役
| 代 | 氏名       | 就任           | 退任           | 期・備考 | 出典   |
| -- | ---------- | -------------- | -------------- | -------- | ------ |
| 初 | 清水虎尾   | 1941年1月20日  | 1943年9月17日  | 1期      | [ 10 ] |
| 2  | 戸田由美   | 1943年9月27日  | 1944年5月30日  | 1期      | [ 10 ] |
| 3  | 清水東洋雄 | 1944年7月9日   | 1945年6月11日  | 1期      | [ 10 ] |
| 4  | 藤倉育太郎 | 1945年10月10日 | 1947年5月22日  | 1期      | [ 10 ] |
| 5  | 藤倉育太郎 | 1947年5月23日  | 1951年5月22日  | 2期      | [ 10 ] |
| 6  | 藤倉育太郎 | 1951年5月23日  | 1955年4月7日   | 3期      | [ 10 ] |
| 7  | 木村伍郎平 | 1956年1月23日  | 1959年8月31日  | 1期      | [ 10 ] |
| 8  | 柴田賢治郎 | 1959年12月23日 | 1963年12月22日 | 1期      | [ 10 ] |
| 9  | 柴田賢治郎 | 1963年12月23日 | 1967年12月22日 | 2期      | [ 10 ] |
| 10 | 大野俊雄   | 1968年4月1日   | 1972年3月31日  | 1期      | [ 10 ] |
| 11 | 大野俊雄   | 1972年4月1日   | 1975年8月31日  | 2期      | [ 10 ] |
| 12 | 倉持進     | 1975年10月3日  | 1978年9月25日  | 1期      | [ 10 ] |
| 13 | 前原正雄   | 1978年10月5日  | —              | 1期      | [ 10 ] |

## 本社を置いた主な企業
- さいたま市#経済を参照

## 姉妹都市・提携都市
- 福島県南会津郡舘岩村（現・南会津町）
  - 1982年10月23日、姉妹都市関係提携
- ピッツバーグ市（アメリカ合衆国 ペンシルベニア州）
  - 1998年5月5日、友好都市関係提携

## 教育
- 西区 (さいたま市)#教育、北区 (さいたま市)#教育施設、大宮区#学校、見沼区#学校を参照。

## 交通
JR大宮駅などがあり、詳しくは上記を参照。

## 施設
- 西区、北区、大宮区、見沼区を参照。